# Alfred Rupert Hall
Alfred Rupert Hall (26 de julho de 1920 – 5 de fevereiro de 2009) foi um historiador da ciência britânico, conhecido como editor de uma coleção de artigos científicos não publicados de Isaac Newton (1962), e da correspondência de Newton (1977).

## Obras
- Ballistics in the seventeenth century ; a study in the relations of science and war with reference principally to England. Cambridge [Eng.]: Cambridge University Press, 1952.
- The scientific revolution, 1500-1800; the formation of the modern scientific attitude. London: Longmans, Green, 1954.
- Isaac Newton. Unpublished scientific papers of Isaac Newton: a selection from the Portsmouth collection in the University Library, Cambridge. (Edited by A. Hall and Marie Boas Hall.) Cambridge [Eng.]: Cambridge University Press, 1962.
- Correspondence of Henry Oldenburg. (Edited by A. Rupert Hall and Marie Boas Hall.) Madison: University of Wisconsin Press, 1965.
- The Cambridge Philosophical Society: a history, 1819-1969. Cambridge [Eng.]: Scientific Periodical Library, 1969.
- Philosophers at war: the quarrel between Newton and Leibniz. Cambridge [Eng.]: Cambridge University Press, 1980.
- From Galileo to Newton. New York: Dover Publications, 1981.
- The revolution in science, 1500-1750. 3rd ed. London: Longman, 1983.
- Henry More: magic, religion, and experiment. Blackwell science biographies. Oxford [Eng.]: Blackwell, 1990.
- Isaac Newton, adventurer in thought. Blackwell science biographies. Oxford [Eng.]: Blackwell, 1992.
- History of technology. London: Mansell. (with Norman Alfred Fisher Smith)